# Alexander Veljanov
Alexander Veljanov es va fer famós per cantar a la banda de Deine Lakaien darkwave que va fundar amb Ernst Horn en 1985.

## Biografia
Veljanov ha estudiat teatre i cine a Múnic i Berlín. Ha deixat els estudis en 1991 per concentrarse en la música. Fins 1993 ha sigut membre de la banda de rock Run Run Vanguard. Ell és actiu com a cantant i compositor, no només per Deine Lakaien, sinó també per a diversos projectes diferents o projectes en solitari. Durant la seva carrera, ha actuat com cantant amb molts artistes i bandes.
Alexander ha viscut i treballat a Berlín, Múnic i Londres. Ell guarda la seva vida privada amb molta cura; en les entrevistes, gairebé mai parla de si mateix i l'any del seu naixement encara no és conegut, però ell va dir que és uns 10 anys més jove que Ernst Horn, qui va néixer el 1949.

## Discografia

### Run Run Vanguardia
- 1993: Run Run Vanguardia - Chupa El Éxito (Álbum)

### Alexander Veljanov
- 1998: Veljanov - Los secretos de la Lengua de Plata (Álbum)
- 1998: Veljanov - El hombre con una arma de plata (MCD)
- 1998: Veljanov - Pasado y Forever (DCM)
- 2001: Veljanov - La vida dulce (Álbum)
- 2001: Veljanov - Volar afuera (DCM)
- 2008: Veljanov - Nie mehr / Königin aus Eis (DCM)
- 2008: Veljanov - Porta Macedonia (Álbum)

### Col·laboracions
- 1991: El Perc Cumple con el Señor oculta - Lavanda (Álbum), "La composición del incienso"
- 1993: Das Holz - contribución a "El Rey Lagarto: Un tributo a Jim Morrison Wave y Electro versión", "Caravana española"
- 1994: Estampie - Ludus Danielis (Álbum), "Abacuc"
- 1995: Los perros durmiendos se despiertan - Abrázame bajo las Estrellas (DCM), "Abrázame"
- 1996: Estampie - Crusaders (Álbum), "Ahi, amors", "Por Chaterai lun corage", "Rex Imperator Greacorum", "Maugréz tous Sainz", "Palästinalied", "Quant amors trobet partir"
- 1998: Das Holz - Drei (Álbum), "Alice" + "Jolene"
- 2000: Estampie - Ondas (Álbum), "O Fortuna"
- 2002: Explosión de Stendal - "Nur ein Tag" (DCM)
- 2004: Schiller - Leben (Álbum), con "Desire"
- 2006: Edgar Allan Poe Projekt - Visionen (Double Album CD2), con "Lied Für Annabel Lee"